# José María Canlás Sison

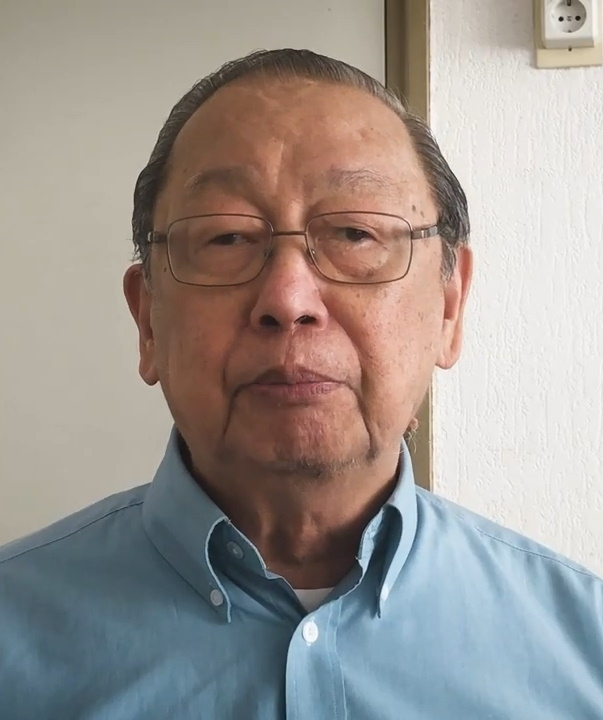
José María Canlás Sison, 2020

José María Canlás Sison, genannt Armando Liwanag, Joma (* 8. Februar 1939 in Cabugao, Philippinen; † 16. Dezember 2022 in Utrecht, Niederlande) war ein philippinischer Autor und Politiker. Er war Gründer der maoistisch-revolutionären Partido Komunista ng Pilipinas (CPP).

## Biografie
Sison war der Gründer und mutmaßliche Anführer der maoistisch-revolutionären Partido Komunista ng Pilipinas (CPP) und ihres militärischen Flügels, der Nuevo Ejército del Pueblo (NPA, deutsch: Neue Volksarmee), die nach EU-Angaben mit einigen tausend Kämpfern seit 1969 einen Guerillakrieg führt. Er galt als Chefberater des von der CPP geführten Bündnisses National Democratic Front of the Philippines (NDFP).
1977 wurde er von den philippinischen Sicherheitsbehörden gefangen und in Einzelhaft genommen. Erst durch eine Begnadigung von Präsidentin Corazon Aquino nach dem Sturz von Diktator Ferdinand Marcos Anfang März 1986 kam er aus dem Gefängnis frei.
Er lebte ab 1987 im Exil in den Niederlanden und wurde von 2002 bis 2009 von der EU auf der Liste der Unterstützer des Terrors geführt. Er verlor in den Niederlanden diverse Asylverfahren, konnte aber wegen ihm drohender politischer Verfolgung im Heimatland nach der Genfer Flüchtlingskonvention nicht abgeschoben werden. Nach einem Urteil des Europäischen Gerichtshofs (EuGH) aus dem Juli 2007 durfte er nicht mehr auf der Liste geführt werden und wurde für kurze Zeit gestrichen. Mit Hinweis auf Details verschiedener Asylverfahren in den Niederlanden wurde er kurz vor Veröffentlichung des Urteils wieder gelistet. 2009 entschied der EuGH erneut zu seinen Gunsten für eine Streichung. Gegen das Urteil waren noch Rechtsmittel am EuGH zulässig (Stand Oktober '09).
Ab 2004 war Sison Vorsitzender des Internationalen Bunds der Volkskämpfe (ILPS).
Für die Lyriksammlung Prison & Beyond gewann er 1986 den S.E.A. Write Award.
Er starb am 16. Dezember 2022 im Alter von 83 Jahren.